# ダビ・デ・ラ・フエンテ
ダビド・デ・ラ・フエンテ・ラシリャ（David de la Fuente Rasilla、1981年5月4日 - ）は、スペイン、レイノーサ出身の自転車競技（ロードレース）選手。

## 概要
2003年、ビニ・カルディロラと契約を結んでプロ転向。
2004年、サウニエル・ドゥバル（後の ジェオックス - TMC）に移籍。
2006年
- ツール・ド・フランスにおいてスーパー敢闘賞を獲得し、山岳賞部門でも第3位に入った。

2008年
- ドイツ・ツアーで区間1勝を挙げる。

2009年、グラン・プレミオ＝ミゲル・インドゥラインを制覇。
2010年、アスタナへ移籍。
2011年、ジェオックス - TMCに移籍。
2012年、カハ・ルラル（en:Caja Rural）に移籍。
- ブエルタ・ア・エスパーニャ 山岳賞部門 2位

## 特徴
脚質的にはクライマー。外見の特徴としてはダンシング時に体をクネクネと揺らすことで、J SPORTS cycle road raceサイト内掲載、たきもとかよによるイラストレポート（サイクルロード劇場）ではその行為が特に強調されている。
2009年にジャパンカップサイクルロードレースのため来日した際に質問したところ、このクネクネで腰を痛める事はさすがにないとのこと。